# Nenkovice
Nenkovice település Csehországban, Hodoníni járásban. Nenkovice Želetice, Stavěšice, Šardice, Karlín, Hovorany és Násedlovice településekkel határos. Lakosainak száma 474 fő (2024. január 1.).

## Népesség
A település lakosságának változását az alábbi diagram mutatja:
| Lakosok száma | 684  | 784  | 843  | 712  | 537  | 446  | 471  | 471  | 471  | 474  |
|               | 1869 | 1900 | 1921 | 1961 | 1980 | 2011 | 2016 | 2019 | 2021 | 2024 |